# Gymnocypris
A Gymnocypris  a csontos halak (Osteichthyes) főosztályának sugarasúszójú halak (Actinopterygii)  osztályába, a pontyalakúak (Cypriniformes) rendjébe, a pontyfélék (Cyprinidae) családjába, és az Schizothoracinae alcsaládjába tartozó nem.

## Rendszerezés
A nembe az alábbi 11 faj tartozik:
- Gymnocypris chilianensis
- Gymnocypris chui
- Gymnocypris dobula
- Gymnocypris eckloni
- Gymnocypris firmispinatus
- Gymnocypris namensis
- Gymnocypris potanini
- Gymnocypris przewalskii
- Gymnocypris scleracanthus
- Gymnocypris scoliostomus
- Gymnocypris waddellii